# Gladiaceae
Famille
Les Gladiaceae sont une famille d'algues de l'embranchement des Bacillariophyta (Diatomées), de la classe des Coscinodiscophyceae et de l’ordre des Gladiales.

## Étymologie
Le nom de la famille vient du genre type Gladius, mot latin désignant un glaive ou une épée, en référence à la forme de la diatomée.

## Liste des genres
Selon AlgaeBase (3 juillet 2022) :
- Amblypyrgus R.Gersonde & D.M.Harwood, 1990
- Ancylopyrgus R.Gersonde & D.M.Harwood, 1990
- Basilicostephanus R.Gersonde & D.M.Harwood, 1990
- Gladius Forti & P.Schulz, 1932  genre type
  - Espèce type (holotype) : Gladius antiquus Forti & Schulz 1932

## Systématique
Le nom correct complet (avec auteur) de ce taxon est Gladiaceae Nikolaev & Harwood.